# Кеннет Гілл
Кеннет Гілл (англ. Kenneth D. Hill) — австралійський ботанік.
Кен Гілл народився 6 серпня 1948 року в місті Армідейл в Новому Південному Уельсі. З дитинства цікавився вивченням рослин. Навчався у школах міст Гуйра і Армідейл, потім вступив до Університету Нової Англії. Послідовно отримав ступені бакалавра та магістра за спеціальністю геологія, також відвідував курси з ботаніки. Проводив геологічні дослідження в північній Австралії і в Судані.
З 1983 року Гілл працював в Королівському ботанічному саду Сіднея. Спочатку працював разом з Лоуренсом Джонсоном і Дональдом Блекселлом над систематикою евкаліптів. Також Гілл займався опрацюванням систематики родини саговникові для монографії Flora of Australia.
У 1997—1998 роках Гілл працював в Королівських ботанічних садах Кью в Лондоні. Після повернення в Сідней він став старшим науковим співробітником Сіднейського королівського ботанічного саду, продовжив роботу над монографією по саговниковим.
2004 року Кеннет Гілл був змушений піти з Ботанічного саду в зв'язку з погіршенням стану здоров'я, проте продовжував відвідувати його гербарій, будучи почесним науковим співробітником. Гілл протягом довгого часу був членом спеціальної групи МСОП по саговниковим.
Помер Кеннет Гілл у Сіднеї 4 серпня 2010 року після тривалої хвороби. Монографія по саговниковим, над якою він працював, залишилася незавершеною.
Кен Гілл — один з вчених, які описали виявлені у 1994 році зразки древньої рослини Wollemia nobilis як новий вид.